# Diano Arentino
Diano Arentino (Dian Arentin in ligure) è un comune italiano di 689 abitanti della provincia di Imperia in Liguria.

## Geografia fisica
Diano Arentino è situato nell'alta valle Dianese del torrente San Pietro.
Tra le vette del territorio arentinese il monte Torre o Pizzo d'Evigno (989 m), il monte Caro (842 m), il monte Grimaldi (674 m), il monte Abrighetti (596 m), il monte Berona (313 m) e il passo Grillarine (410 m).

## Storia

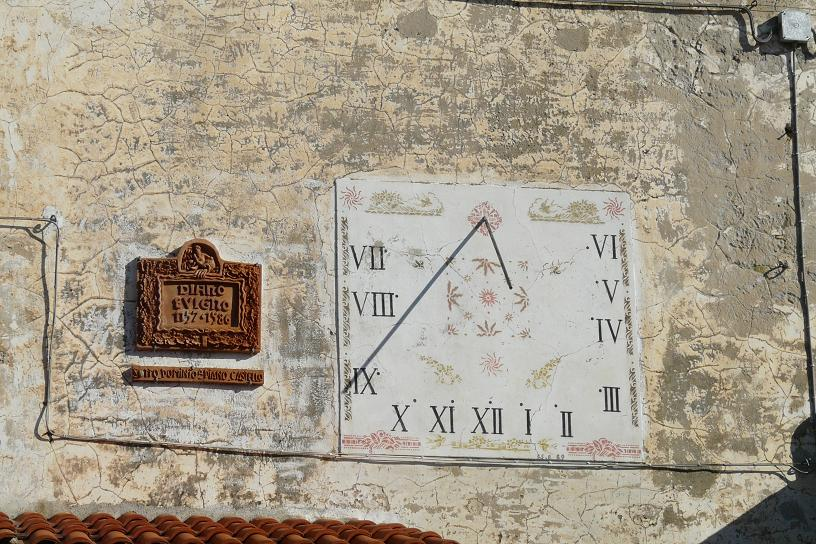
Meridiana in una casa della frazione di Evigno

I primitivi insediamenti di Diano Arentino e degli altri borghi e villaggi vicini sorsero molto probabilmente già in epoca preromana, grazie alla presenza delle tribù dei Liguri Ingauni, dediti soprattutto all'agricoltura e alla pastorizia. Seguì l'occupazione dell'Impero romano, attorno al II secolo a.C., dove si consacrarono i boschi della valle Dianese alla dea Diana dedicandole, probabilmente, un tempio nei pressi del villaggio.
Nel 1172 il borgo di Diano Arentino e altri borghi della valle si associarono costituendo la Communitas Diani, erigendo proprie leggi locali e applicandole nei territori affiliati alla nuova comunità dianese.
Il borgo divenne quindi dominio dei marchesi Clavesana, i maggiori feudatari della valle, quando nel 1228 fu venduto alla Repubblica di Genova. Da essa ottenne una sorta di autonomia locale, tipico ordinamento politico della repubblica genovese, entrando a far parte della comunità controllata dalla vicina Diano Castello e ottenendo propri statuti e leggi.
Caduta la Repubblica di Genova nel 1797, le nuove e distinte municipalità di Diano Arentino e Diano Borello rientrarono dal 2 dicembre 1797 nella Repubblica Ligure. Dal 28 aprile del 1798 fecero parte del IV cantone, con capoluogo Diano Marina, della Giurisdizione del Capo delle Mele e dal 1803 centro principale della Giurisdizione degli Ulivi. Annesso al Primo Impero francese dal 13 giugno 1805 al 1814 fu inserito nel Dipartimento di Montenotte.

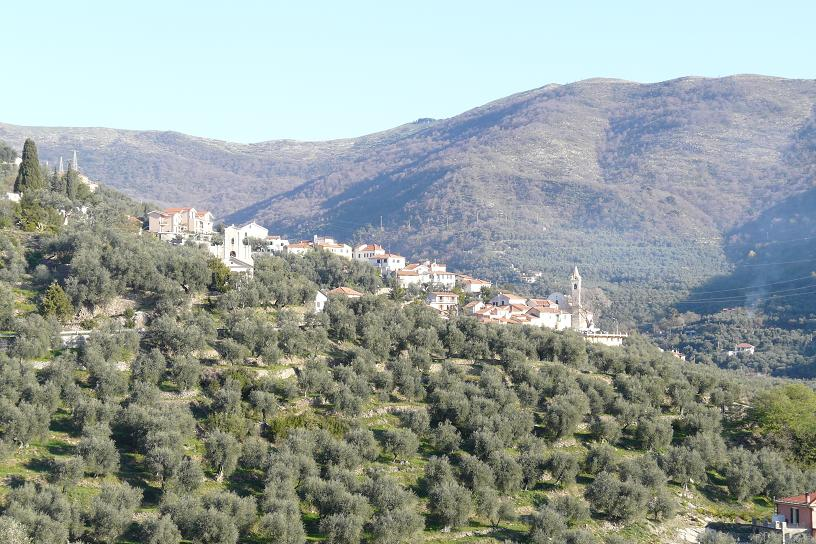
Panorama della frazione di Diano Borello

Nel 1815 i territori delle due municipalità furono inglobati nel Regno di Sardegna, così come stabilì il Congresso di Vienna del 1814, e successivamente nel Regno d'Italia dal 1861. Dal 1859 al 1926 i territori furono compresi nel II mandamento di Diano Marina del Circondario di Porto Maurizio facente parte della provincia di Porto Maurizio (poi Provincia di Imperia, dal 1923).
Al 1923 risale la soppressione delle due municipalità di Diano Arentino e Diano Borello e il conseguente accorpamento al comune di Diano Marina; nel 1925 solo Diano Arentino si ricostituì comune autonomo aggregando, come frazione, l'ex comune di Diano Borello.
Durante le rappresaglie delle squadre fasciste l'abitato fu dato alle fiamme e quasi completamente distrutto,  nel dopoguerra seguì la ricostruzione.
Dal 1973 al 31 dicembre 2008 ha fatto parte della Comunità montana dell'Olivo e, con le nuove disposizioni della Legge Regionale n° 24 del 4 luglio 2008, fino al 2011 della Comunità montana dell'Olivo e Alta Valle Arroscia.
Dal 2014 al 2024 ha fatto parte dell'Unione dei comuni del Golfodianese e i suoi Borghi.

### Simboli
Stemma

## Monumenti e luoghi d'interesse

La chiesa parrocchiale di Santa Margherita d'Antiochia a Diano Arentino

### Architetture religiose
- Chiesa parrocchiale di Santa Margherita d'Antiochia nel capoluogo di Diano Arentino. La prima citazione ufficiale risale al 23 aprile 1469. Conserva un quadro, di pittore sconosciuto, del 1602 rappresentante la Madonna del Rosario con le dodici stazioni della Via Crucis e un polittico raffigurante Santa Margherita e Sant'Antonino, proveniente forse da una cappella del XVI secolo.
- Chiesa di Sant'Antonino nel capoluogo. Risalente all'XI secolo, custodisce una tela ritraente il santo titolare della chiesa in abiti da guerriero e con due angioletti ai piedi. Trafugato negli anni quaranta del XX secolo fu un dipinto qui originariamente conservato, raffigurante sant'Antonino e attribuito alla famiglia del Pancalino, realizzato intorno al XVII secolo.
- Oratorio di Santa Croce nel capoluogo. Denominato anche con l'appellativo de "la Casaccia", è una semplice costruzione del XV secolo. La facciata è sormontata da un campanile a vela.
- Oratorio di San Carlo nel capoluogo, costruito nel XVIII secolo.
- Oratorio di San Sebastiano nel capoluogo, nella borgata di Bonifacio. Edificato nel 1647, conserva un dipinto raffigurante san Sebastiano con san Rocco, san Girolamo, la Madonna col Bambino, santa Chiara e santa Lucia.
- Oratorio della Madonna del Carmine nel capoluogo, eretto nella prima metà del XVII secolo. Tra le opere una Madonna del Carmine di ignoto pittore che la realizzò nel 1776.
- Chiesa parrocchiale di San Michele Arcangelo nella frazione di Diano Borello.
- Chiesa di San Rocco nella frazione di Diano Borello. Il primo impianto era risalente al 1658 e poi rifatto verso la metà del XIX secolo. All'interno il dipinto Madonna con il Bambino, san Rocco e san Michele Arcangelo e le due statue in legno di san Giovanni Evangelista e san Luca.
- Chiesa di Sant'Andrea nella frazione di Diano Borello, in borgata Villatalla, è risalente al XVI secolo.
- Oratorio di Santa Maria Maddalena nella frazione di Diano Borello, costruito nelle forme attuale tra il 1786 e il 1788.
- Chiesa di San Bernardo nella frazione di Evigno. Ricostruita sulle fondamenta di un edificio preesistente, conserva un polittico del 1552 di Giulio De Rossi raffigurante le effigi di San Bernardo, dell'Annunciazione e dei santi Michele, Giovanni Battista, Pietro, Nicolò, Lorenzo e Paolo. La chiesa conserva inoltre due testi di musica gregoriana stampati da case venete nel 1526.
- Chiesa di San Martino nella frazione di Evigno, eretta tra il XII e il XIII secolo e poi ampliata nel corso della prima metà del Seicento. Qui era conservato il dipinto del Sacro Cuore di Maria, san Martino e sant'Isidoro, trasferito poi nella parrocchiale di San Bernardo.
- Oratorio di Santa Croce nella frazione di Evigno. Risalente ad un periodo databile tra il XV e il XVI secolo, sulla porta d'ingresso vi è l'affresco della Crocifissione con la Madonna, san Giovanni Battista e confratelli oranti del XVI secolo. Un'altra rappresentazione della crocifissione di Gesù, su tela, è conservata al suo interno.
- Chiesetta di San Martino nella frazione di Evigno, costruita dai monaci benedettini.

## Società

La chiesa parrocchiale di San Michele Arcangelo a Diano Borello

### Evoluzione demografica
Abitanti censiti

### Etnie e minoranze straniere
Secondo i dati Istat al 31 dicembre 2019, i cittadini stranieri residenti a Diano Arentino sono 74.

## Geografia antropica

Cartolina di Diano Arentino negli anni cinquanta

Il territorio comunale è costituito, oltre al capoluogo, dalle frazioni di Diano Borello ed Evigno per una superficie territoriale di 8,33 km². Fanno altresì parte le località di Airole, Ascheri, Bonifacio, Campetti, Cava, Esie, Grillarine, Mortei, Praine, Risso, Villa Chiesa nel capoluogo di Diano Arentino; Colletta, Gallo, Macari, Messighi, Villatalla, Virgili nella frazione di Diano Borello; Villa Borghetta e Villa Costa ad Evigno.
Confina a nord con i comuni di Stellanello (SV), a sud con Diano Castello, ad ovest con Chiusanico, Pontedassio e Imperia e ad est con Diano San Pietro.

## Economia
Basa la sua principale risorsa economica sull'attività agricola, specie la coltivazione e produzione di olio extravergine di oliva e vini locali come il Vermentino, che ha ottenuto il riconoscimento DOC.

## Infrastrutture e trasporti

### Strade
Il territorio di Diano Arentino è attraversato principalmente dalla strada principale 37 che permette il collegamento stradale con Diano Castello, a sud, e Pontedassio ad ovest, passando per un breve tratta il territorio comunale di Imperia, dove la provinciale prosegue con la numerazione 82; la provinciale 90 transita invece lungo la frazione di Diano Borello.

## Amministrazione

Il municipio

| Periodo          | Periodo        | Primo cittadino | Partito                                     | Carica  | Note   |
| ---------------- | -------------- | --------------- | ------------------------------------------- | ------- | ------ |
| 8 giugno 1985    | 7 giugno 1990  | Natale Rainisio | Democrazia Cristiana                        | Sindaco |        |
| 7 giugno 1990    | 24 aprile 1995 | Natale Rainisio | Democrazia Cristiana                        | Sindaco |        |
| 24 aprile 1995   | 6 luglio 1996  | Natale Rainisio | lista civica di centro                      | Sindaco | [ 12 ] |
| 18 novembre 1996 | 14 maggio 2001 | Vincenzo Rossi  | lista civica                                | Sindaco |        |
| 14 maggio 2001   | 30 maggio 2006 | Vincenzo Rossi  | lista civica                                | Sindaco |        |
| 30 maggio 2006   | 16 maggio 2011 | Delio Gastaldi  | lista civica                                | Sindaco |        |
| 16 maggio 2011   | 5 giugno 2016  | Giacomo Musso   | La mimosa (lista civica di centro-destra)   | Sindaco |        |
| 5 giugno 2016    | 4 ottobre 2021 | Giacomo Musso   | La mimosa (lista civica di centro-destra)   | Sindaco |        |
| 4 ottobre 2021   | in carica      | Paolo Sciandino | Scegli! Le persone al centro (lista civica) | Sindaco |        |